# Павелківська сільська рада
Павелківська сільська рада — колишня адміністративно-територіальна одиниця та орган місцевого самоврядування у Андрушівському і Попільнянському районах Житомирської і Бердичівської округ, Київської й Житомирської областей Української РСР та України з адміністративним центром у с. Павелки.

## Населені пункти
Сільській раді були підпорядковані населені пункти:
- с. Павелки
- с. Гарапівка

## Населення
Кількість населення ради станом на 1923 рік становила 2 383 особи, кількість дворів — 570.
Відповідно до перепису населення СРСР, станом на 17 грудня 1926 року, чисельність населення ради становила 1 472 особи, з них, за статтю: чоловіків — 701, жінок — 771, етнічний склад: українців — 1 366, росіян — 9, поляків — 97. Кількість господарств — 329, з них несільського типу — 12.
Відповідно до результатів перепису населення СРСР, кількість населення ради, станом на 12 січня 1989 року, становила 1 119 осіб.
Станом на 5 грудня 2001 року, відповідно до перепису населення України, кількість мешканців сільської ради становила 925 осіб.

## Склад ради
Рада складалася з 14 депутатів та голови.

### Керівний склад сільської ради
| ПІБ                            | Основні відомості                                                  | Дата обрання | Дата звільнення |
| ------------------------------ | ------------------------------------------------------------------ | ------------ | --------------- |
| Опанасюк Олександр Миколайович | Сільський голова , 1973 року народження, освіта                    | 26.03.2006   | 31.10.2010      |
| Опанасюк Олександр Миколайович | Сільський голова , 1973 року народження, освіта вища, безпартійний | 31.10.2010   |                 |

Примітка: таблиця складена за даними джерела

## Історія
Створена 1923 року в складі сіл Гарапівка та Павелки Андрушівської волості Житомирського повіту Волинської губернії. 17 грудня 1925 року, відповідно до рішення Бердичівської ОАТК (протокол № 3), у с. Гарапівка створено окрему сільську раду.
Станом на 1 вересня 1946 року сільська рада входила до складу Андрушівського району Житомирської області, на обліку в раді перебувало с. Павелки.
11 серпня 1954 року, відповідно до указу Президії Верховної Ради Української РСР «Про укрупнення сільських рад по Житомирській області», підпорядковано с. Гарапівка ліквідованої Гарапівської сільської ради Андрушівського району.
На 1 січня 1972 року сільська рада входила до складу Андрушівського району Житомирської області, на обліку в раді перебували села Гарапівка та Павелки.
Виключена з облікових даних 17 липня 2020 року. Територію та населені пункти ради, відповідно до розпорядження Кабінету Міністрів України № 711-р «Про визначення адміністративних центрів та затвердження територій територіальних громад Житомирської області», включено до складу Андрушівської міської територіальної громади Бердичівського району Житомирської області.
Входила до складу Андрушівського (7.03.1923 р., 4.01.1965 р.) та Попільнянського (30.12.1962 р.) районів.